# Kaiparamba
Kaiparamba es una ciudad censal situada en el distrito de Thrissur en el estado de Kerala (India). Su población es de 7179 habitantes (2011). Se encuentra a 14 km de Thrissur y a 83 km de Cochín.

## Demografía
Según el censo de 2011 la población de Kaiparamba era de 7179 habitantes, de los cuales 5768 eran hombres y 6575 eran mujeres. Kaiparamba tiene una tasa media de alfabetización del 95,76%, superior a la media estatal del 94%: la alfabetización masculina es del 97,21%, y la alfabetización femenina del 95,40%.